# Tunnel Panenská
Der Tunnel Panenská (deutsch Jungferntunnel) ist mit einer Länge von 2.140 m der längste Straßentunnel Tschechiens. Er befindet sich fast am Ende der Autobahn D 8 auf dem Abschnitt von Trmice (Türmitz) zur Grenze nach Deutschland. Die Bauarbeiten begannen im September 2003 und die Inbetriebnahme erfolgte am 21. Dezember 2006.
Die Tunnelanlage ist pro Fahrrichtung zweispurig in zwei getrennten Röhren, die im Abstand von 200 m durch zehn Sicherheitskorridore verbunden ist. Der mittelste Korridor erlaubt die Durchfahrt von Feuerwehr und Rettungswagen. Die Tunnelanlage ist computergesteuert. Über die gesamte Länge des Tunnels sind Temperaturmesspunkte verteilt. Bei einem Temperaturanstieg erfolgt die Meldung in das Kontrollzentrum in Řehlovice (Groß Tschochau). Bei Alarm wird die Feuerwehr in der Straßenmeisterei unweit der Abfahrt Petrovice (Peterswald) angefordert. Eine Tunnelentrauchungsanlage startet automatisch und der Verkehr wird mittels Beschilderung aus dem Tunnel herausgeleitet.
Der gesamte Tunnel wird alle zwei Monate gereinigt.
Die Baukosten aller Bauwerke (inkl. Viadukte) betrugen 4,2 Mrd. CZK (ca. 155,0 Mio. €).
Dem Südportal folgt die Brücke Maiden (Länge 264 m); dem Nordportal folgt die Autobahnausfahrt Petrovice, danach die Staatsgrenze zu Deutschland.